# Geografia de Bulgària
Bulgària (nom local, Republika Balgariya) és un estat que es troba al sud-est d'Europa, a la part oriental de la península Balcànica. Limita amb Romania, Sèrbia, Macedònia del Nord, Turquia, Grècia i la mar Negra.
La geografia política de Bulgària s'ha modificat notablement des de la restauració de l'estat el 1878. Rússia, les victòries de la qual propiciaren la seua creació, pressionà perquè es creara una "Gran Bulgària" que hauria inclòs gran part de Macedònia del Nord. Al congrés de Berlín de 1878 les altres potències li donaren un territori molt més reduït, dividit fins a 1885 entre els principats de Bulgària i Rumèlia oriental.
Fou un regne independent des de 1908 fins a 1946 i després república. Bulgària volgué expandir-ne el territori durant les guerres balcàniques de 1912-13 i les dues guerres mundials. La derrota militar li feu perdre territori el 1913 i 1919, tot i que el 1940 recuperà el sud de Dobrudja, la qual cosa se li confirmà en el tractat de París de 1947.

## Geografia física
El terreny n'és sobretot muntanyenc, amb terres baixes al nord i sud-est. Els Balcans creuen el país d'oest a est i el divideixen en dos. L'alçada màxima d'aquesta serralada és el Bòtev o antic Yumruktchal (2.376 msnm), coberta de boscs espessos.
Al nord dels Balcans hi ha un altiplà que va descendint, a poc a poc, amb terrasses, fins a arribar a la vall del Danubi, que forma frontera amb Romania. És travessada per alguns afluents del Danubi.
Al sud dels Balcans el descens és brusc cap a la plana de la Rumèlia, drenada pel riu Maritsa i els afluents. A la part sud-est hi ha turons suaus. Al sud s'estenen les muntanyes Ròdope, escarpades i cobertes de bosc, que és on es troba la màxima altitud, el Mussala (2.925 msnm), al massís de Rila.

### Rius
La frontera nord amb Romania segueix el curs del Danubi fins a Silistra. En aquesta part septentrional hi ha diversos afluents de l'Isker, Vit i Jantra. A la part sud de l'estat, és a dir, a la Rumèlia, els rius principals són el Maritsa i el Vàrdar, que desemboquen a la mar Egea. També hi dona l'Estrímon, que naix a les muntanyes del sud, les Ròdope.
Al litoral de la mar Negra hi ha el punt més baix de l'estat. Aquestes costes són altes i rocoses a la part nord i baixes al sud. El tret més destacat de la costa búlgara és el golf de Burgues.

### Clima

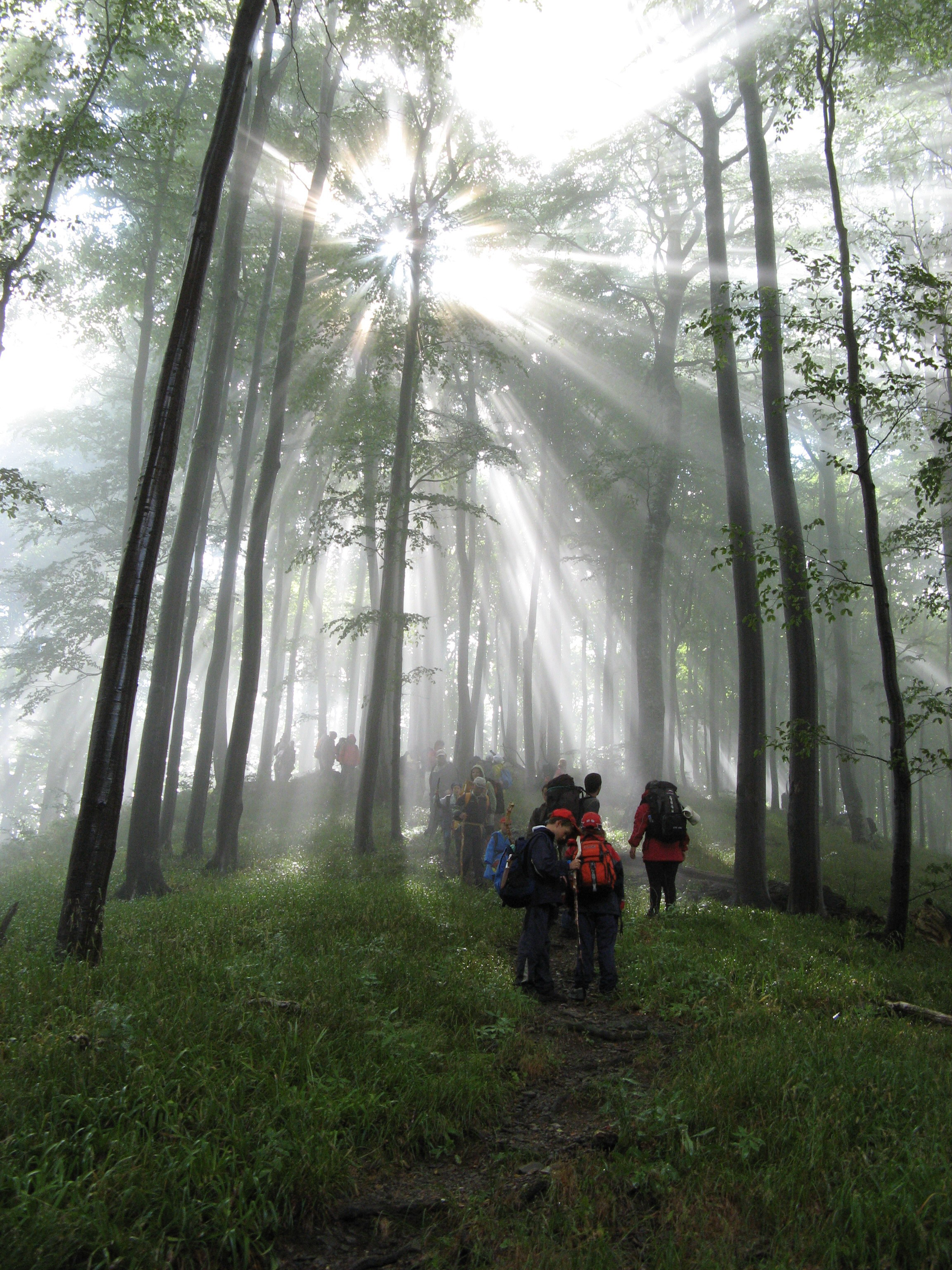
Paisatge dels Balcans búlgars

A grans trets, el clima n'és continental, amb hiverns rigorosos, freds i humits, i estius prou càlids i secs. Als Balcans abunden les precipitacions.
Considerant la seva petita superfície, Bulgària té un clima inusualment variable i complex. L'estat queda entre dues zones climàtiques molt contrastades: la continental i la mediterrània. Les muntanyes búlgares i les valls actuen com a barreres o canals per a les masses d'aire, i causen forts contrastos en el temps que fa en indrets relativament propers. Hi predomina la zona continental, perquè les masses d'aire continentals flueixen fàcilment per la plana danubiana sense obstacles. La influència continental, més forta durant l'hivern, produeix prou nevades; la influència mediterrània s'incrementa en la segona meitat de l'estiu i produeix un temps calent i sec. L'efecte barrera dels Balcans s'hi nota arreu: de mitjana, Bulgària septentrional sol estar un grau més freda i rep al voltant de 192 mm més de pluja que les planes de Bulgària meridional. Com que la mar Negra és massa petita per ser una influència determinant sobre gran part del temps búlgar, només afecta la zona immediata al litoral.
Els Balcans són la frontera nord d'una zona on les masses d'aire continental circulen lliurement. Les muntanyes Ròdope marquen el límit nord del domini dels sistemes climàtics mediterranis. L'espai entre aquests, que inclou la plana tràcia septentrional, està influïda per una combinació dels dos sistemes, i hi predomina el continental. Aquesta combinació produeix un clima de planes que recorda el del cinturó de la dacsa als Estats Units, amb llargs estius i humitat alta. El clima en aquesta zona és més sever que en altres parts d'Europa que es troben a la mateixa latitud. En ser una zona de transició, la temperatura i precipitació mitjanes són irregulars i poden variar àmpliament d'un any a un altre.

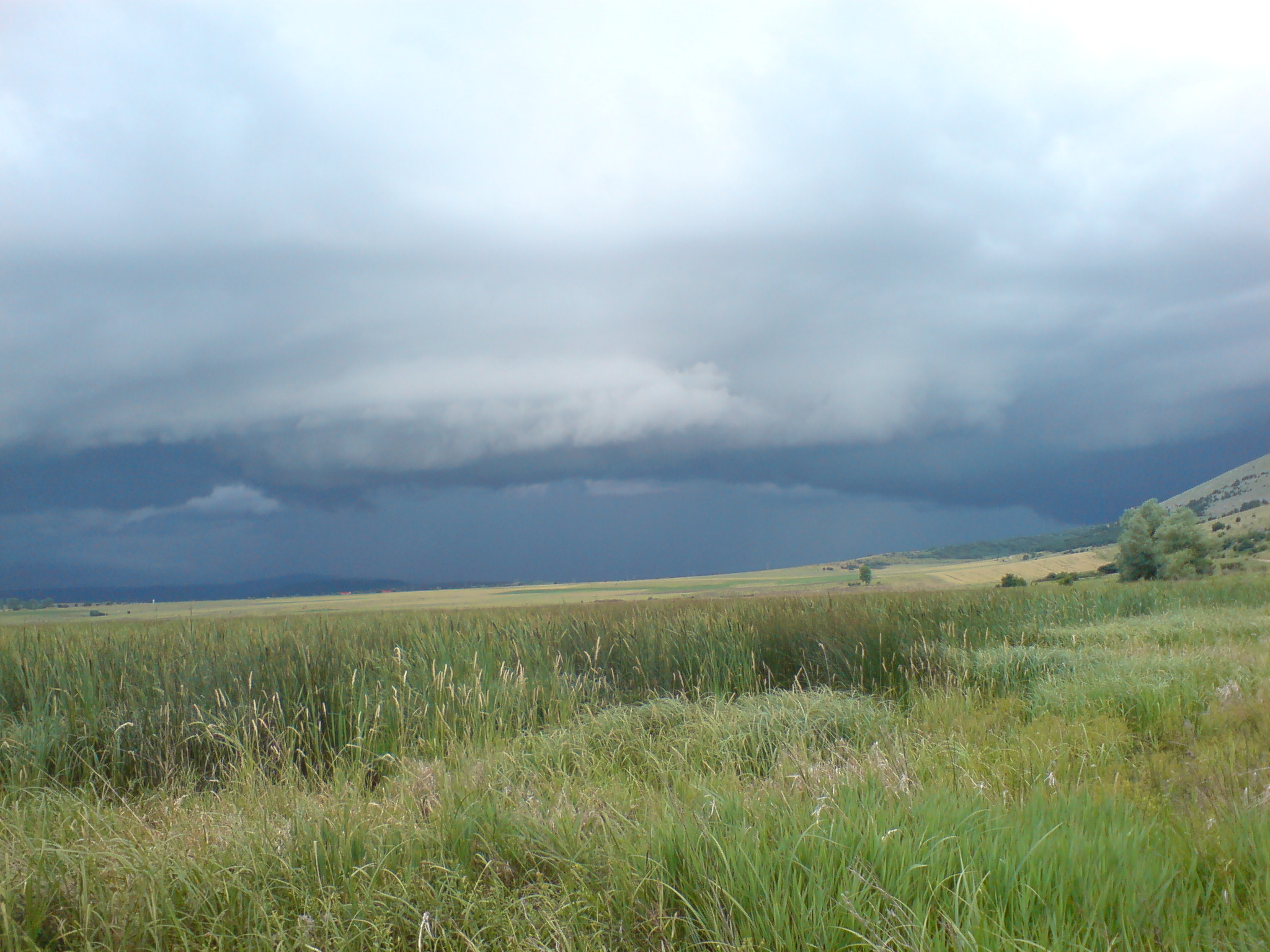
Una vista del pantà Aldomirovtsi, amb núvols de tempesta aproximant-se i envoltant les muntanyes properes

La precipitació mitjana a Bulgària és de 630 mm per any. Dobrudja al nord-est, la zona costanera de la mar Negra, i una petita part de la plana tràcia septentrional normalment reben menys de 500 mm. La resta de la plana tràcia septentrional i de l'altiplà danubià tenen menys pluges que la resta de l'estat; la plana tràcia septentrional està sovint sotmesa a sequeres estiuenques. Les zones de més altitud reben la major part de la pluja, que pot arribar als 2.540 mm per any.
Les moltes valls disperses per les terres altes tenen inversions de temperatura que són el resultat de l'aire estancat. Sofia es troba en una d'aquestes conques, però la seua altitud (al voltant de 530 msnm) tendeix a moderar la temperatura estiuenca i alleujar l'opressiva humitat. Sofia també està protegida dels vents nòrdics per les muntanyes que li envolten la conca. Les temperatures a Sofia són de mitjana -3 °C al gener i al voltant de 28°C a l'agost. La pluja a la ciutat s'aproxima a la mitjana estatal, i el clima, en conjunt, és agradable.
A l'estiu, les temperatures al sud-est de Bulgària sovint superen els 40 °C, però són més fresques a la costa. La ciutat de Sadovo, prop de Plòvdiv, ha registrat la temperatura més alta coneguda: 45,2 °C. La temperatura més baixa registrada fou de -39,3 °C a l'oest de Sofia, prop de la ciutat de Trun. La temperatura habitual al voltant de la regió de Stara Planina és de 10 a 15 °C.
Les muntanyes més altes (més de 900 o 1.000 msnm) tenen un clima alpí. Les parts inferiors de les valls dels rius Estrímon i Maritsa estan sotmeses a una influència subtropical (mediterrània), el mateix que els Ròdope orientals o Ròdope inferiors. La part extrema del sud-est de Bulgària (prop de les ciutats de Sandanski i Petrich) té un dels climes més càlids de l'estat.
El clima costaner es veu moderat per la mar Negra, però els forts vents i les tempestes violentes són freqüents a l'hivern. Els hiverns al llarg del Danubi són intensament freds, mentre que les valls baixes protegides que s'obren al sud al llarg de les fronteres amb Grècia i Turquia poden ser tan suaus com a les zones mediterrànies o de la mar Egea.

### Medi ambient

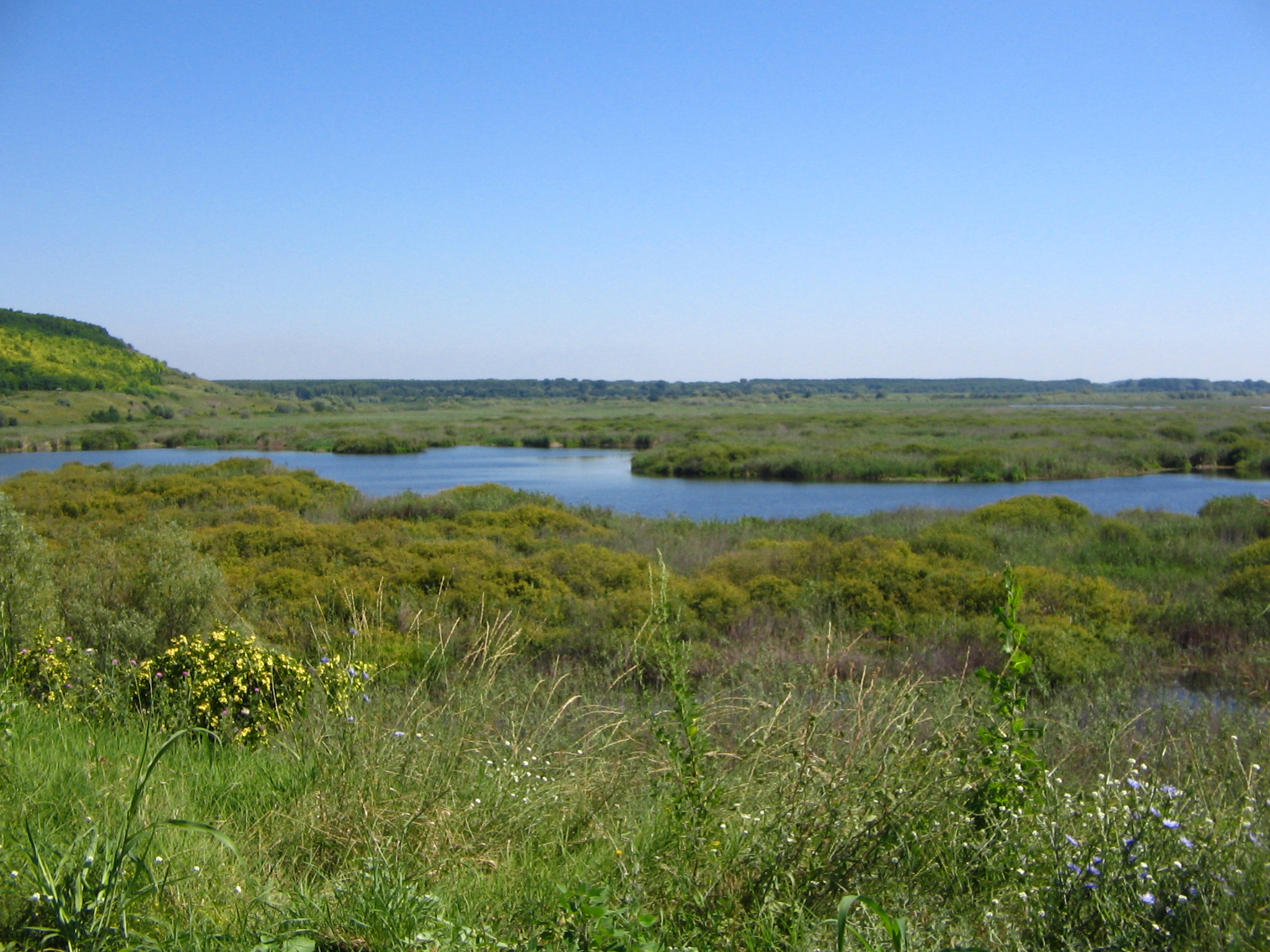
Llac Srebarna

D'acord amb la normativa de la Unió Europea, el territori de Bulgària es divideix en tres regions biogeogràfiques: continental, de la mar Negra i les muntanyes, la regió biogeogràfica alpina: els Balcans, Rila, Pirin, Ròdope i Sashtinska Sredna. Destaca en el seu patrimoni natural dos llocs Patrimoni de la Humanitat declarats per la Unesco: el Parc Nacional del Pirin (1983) i la Reserva Natural de Srèbarna (1983). Té 16 reserves de la biosfera. 20.306 hectàrees estan protegides com a aiguamolls d'importància internacional a l'empara del conveni de Ramsar, en total, 10 llocs Ramsar.
Els perills naturals de Bulgària són els terratrèmols i els despreniments. Quant als problemes mediambientals hi ha contaminació atmosfèrica que deriva de les emissions industrials; la contaminació fluvial derivada de l'aigües residuals sense tractar, metalls pesants, detergents; la desforestació; el dany al bosc per la contaminació atmosfèrica i la pluja àcida resultant; la contaminació del sòl pels metalls pesants de les fàbriques metal·lúrgiques i els residus industrials.

## Geografia econòmica
Els recursos naturals de Bulgària són: bauxita, coure, plom, zinc, carbó, fusta i terra cultivable. Quant a l'ús de la terra, cal distingir: terra cultivable, 29,94%; conreus permanents, 1,9% i altres, 68,16% (2005). La terra de regadiu abasta 5.880 km² (2003).
Bulgària era un estat molt pobre fins a la Segona Guerra Mundial. Després entrà en l'òrbita del comunisme, que el desenvolupà industrialment. Es feu membre de la Unió Europea l'1 de gener de 2007, i experimentà un creixement anual de més del 6% des de 1996 fins a 2008, amb importants quantitats d'inversió estrangera directa.
Actualment, l'agricultura proporciona el 7,5% del PIB de Bulgària i empra el 7,5% de la població activa. Produeix hortalisses, fruites, tabac, vi, blat, ordi, gira-sol i remolatxa sucrera. Un conreu tradicional n'era el de roses per a la indústria dels perfums. Hi ha ramaderia. La indústria proporciona el 27,6% del PIB i empra el 35,5% de la població activa. Hi ha producció d'electricitat, gas, aigua; aliments, begudes, tabac; maquinària, equipament, metalls, productes químics, carbó de coc, petroli refinat i combustible nuclear. El sector terciari proporciona més part del PIB, 64,9% (2009) i empra el 57% de la població activa (2007).